# Ербрашинг
Ербрашинг (енгл. Airbrushing) једна је од техника ликовне уметности где се користи ербраш (енгл. Airbrush) као средство за наношење боје у течном или распршеном стању, користећи компресовани ваздух, на било којој површини. Такође се може користити и спреј.
Због широко распрострањене појаве ербрашинга и много различитих боја и композиција, ербрашинг је добио нови подстицај за развој. Данас се ова техника користи за креирање слика, ретуширање фотографија, моделовање, осликвање текстила, зидова, тела, рађење минијатурних слика на ноктима, осликавање сувенира и играчака, посуђа и осталог. Чешће се користи за израду слика на аутомобилима, моторима, другим возилима него у штампарији, дизајну и слично.
С обзиром да оставља веома танак слој боје и могућност израде веома ситних детаља, могуће је постићи одличне декоративне ефекте као што су глатки прелази боје, имитација грубе текстуре на идеално глаткој површини и прављење фотографски реалних слика.

## Историја
Прва ербраш слика пронађена је у пећини близу реке Рио Пинтурас, у провинцији Санта Круз (Аргентина). Цртежи су створени око 7.300 година пре нове ере. Древни уметници су кроз шупље кости дували пигменте боје на зид. Осликаван је део површине око отворене шаке, остављајући слику руке уметника. Истом техником направљено је још много цртежа животиња и људи. Да би урадили што сложенији цртеж, "уметници" су попуњавали већу површину и додавали текстуре и самим тим проводили много више времена у раду.
Први механички ербраш је измислио 1876. индустријалац Францис Едгар Станли. Унапређењем ербраша као алатке бавио се златар Абнере Пилер, који је 1879. године осмислио да се компресор позиционира „као за фарбање акварела и за друге уметничке сврхе”. Ербраш захтева једну акцију, омогућавајући да истовремено се подеси снабдевање боје и прилагођавање довода ваздуха. Патент за развој је продат 1882. године.